# 4de Lansiers
Het 4de Lansiers was een Nederlandstalige tank- en gevechtseenheid van de Belgisch Krijgsmacht. Het fusioneerde in 1994 met het 2de Regiment Lansiers tot het 2/4de Cavalerieregiment Lansiers dat was ingekwartierd in Leopoldsburg. In 2010 werd het regiment ontbonden.

## Krijgsgeschiedenis

### Achtergrond
Bij K.B. op 16 juni 1836 te BRUSSEL het “2 REGIMENT de CUIRASSIERS” opgericht door de pare eskadrons aan het  “1 REGIMENT de CUIRASSIERS” te onttrekken.  Op 1 januari 1863 besloot het toenmalig “hakbijlcomité” de Kurassiersregimenten af te schaffen en om te vormen tot “3de en het 4de REGIMENT de LANCIERS”. Het Regiment vocht tijdens de hele Eerste Wereldoorlog en wist zich meermaals te onderscheiden.

### Historiek 4L
- 1863: De eenheid '4ème Régiment de Lanciers' werd opgericht in '63. Het regiment vocht aan het front tijdens de hele Eerste Wereldoorlog
- 1917: In '17 onderscheid de eenheid zich onder andere door het buitmaken van een Duitse onderzeeër bij Wissant (Pas-de-Calais). Na de wapenstilstand werd het regiment opgesteld aan de Rijn.
- 1926: Om besparingsredenen werd ze in '17 ontbonden.
- 1939: Tijdens de mobilisatie in '39 werd het regiment '4de Lansiers' in Tienen heropgericht.
- 1940: Het regiment nam deel aan de Achttiendaagse Veldtocht en onderscheidde zich in '40 aan de Leie.
- 1952:  Na de Tweede Wereldoorlog werd het regiment ontbonden maar in '52 heropgericht als tankbataljon in Leopoldsburg, uitgerust met Patton-tanks.
- 1957: In '57 verhuisde het tot verkenningsbataljon omgevormde regiment naar een nieuw garnizoen in Werl (Duitsland).
- 1961 In '61 werd het '4de Lansiers' weer een volwaardig tankbataljon.
- 1968: Het werd ingekwartierd in Soest (Duitsland) waar het vanaf '68 werd uitgerust met Leopard-tanks.
- 1994: In juni wordt het 4de Regiment Lansiers ontbonden en gaan de tradities over naar het 2de Regiment Lansiers dat vanaf dan 2/4de Regiment Lansiers heet.

## Organisatiestructuur

### Structuur
In 1961 werd het 4L een volwaardig tankbataljon en in 1968 werd ze uitgerust met Leopard 1-tanks. Het Tk Bn bestond uit een staf, een staf- en diensteneskadron en drie gevechtseskadrons met elk drie tankpelotons.

### Organisatie van het cavalerieregiment
- Staf van de 4L met:
- De I Groep:
  - Het 1ste Eskadron Fuseliers van Kapt Flamand P.;
  - Het 2de Eskadron Fuseliers van Cdt Haquenne A.;
  - En het 3de Eskadron Mitrailleurs van Libert R.
- De II Groep met:
  - Het 4de Eskadron Fuseliers van Lt E. Noterman;
  - Het 5de Eskadron Fuseliers van Cdt baron Fallon J.;
  - En het 6de Eskadron Mitrailleurs van Cdt baron Cartuyvels A.
- Het 7de Eskadron Motorwielrijders;
- Het 8ste Eskadron Anti-Tankkanonnen C47;
- En het Eskadron Transport.

### Organisatie van het tankbataljon
- een Staf/4L van het bataljon;
- een Staf- en Diensteneskadron;
- DRIE A., B., C., Gevechtstankeskadrons op Leopard 2 met elk:
  - een Eskadronscommandant;
  - en DRIE Leopard Tankpelotons.